# Vectoriella ramosae
Vectoriella ramosae is een eenoogkreeftjessoort uit de familie van de Nereicolidae. De wetenschappelijke naam van de soort is voor het eerst geldig gepubliceerd in 1973 door Laubier & Carton.